# Milano-Torino 1960
La Milano-Torino 1960, quarantaseiesima edizione della corsa, si svolse il 12 marzo 1960 su un percorso di 198 km. La vittoria fu appannaggio dell'italiano Arnaldo Pambianco, che completò il percorso in 4h46'00", precedendo i connazionali Guido Carlesi e Gastone Nencini.
I corridori che tagliarono il traguardo di Torino furono 127.

## Ordine d'arrivo (Top 10)
| Pos. | Corridore           | Squadra | Tempo    |
| ---- | ------------------- | ------- | -------- |
| 1    | Arnaldo Pambianco   | Legnano | 4h46'00" |
| 2    | Guido Carlesi       | Philco  | a 12"    |
| 3    | Gastone Nencini     | Carpano | s.t.     |
| 4    | Angelo Coletto      | Ghigi   | s.t.     |
| 5    | Graziano Battistini | Legnano | s.t.     |
| 6    | Imerio Massignan    | Legnano | s.t.     |
| 7    | Aldo Moser          | Emi     | s.t.     |
| 8    | Miguel Poblet       | Ignis   | a 52"    |
| 9    | Adriano Zamboni     | Torpado | s.t.     |
| 10   | Rino Benedetti      | Ghigi   | s.t.     |